# واوساری مرکزی
واوساری مرکزی (به فنلاندی: Keski-Vuosaari) یک منطقهٔ مسکونی در فنلاند است که در هلسینکی واقع شده‌است. واوساری مرکزی ۲٫۵۹ کیلومتر مربع مساحت و ۱۲٬۵۶۸ نفر جمعیت دارد.